# Çaldaş
Çaldaş (till 1991 officiellt även ryska: Чалдаш: Tjaldasj) är en ort i Azerbajdzjan. Den ligger i distriktet Gädäbäy rajon, i den västra delen av landet, 400 km väster om huvudstaden Baku. Çaldaş ligger 1 489 meter över havet och antalet invånare är 1 772.
Terrängen runt Çaldaş är kuperad åt nordost, men åt sydväst är den bergig. Närmaste större samhälle är distriktshuvudorten Gädäbäy, 11,1 km nordost om Çaldaş. 
Omgivningarna runt Çaldaş är en mosaik av jordbruksmark och naturlig växtlighet. Runt Çaldaş är det ganska tätbefolkat, med 70 invånare per kvadratkilometer.